# SHISHAMO NO BUDOKAN!!! 〜10YEARS THANK YOU〜
『SHISHAMO NO BUDOKAN!!! 〜10YEARS THANK YOU〜』はSHISHAMOの5作目のライブ映像作品。2023年6月28日にGOOD CREATORS RECORDS / UNIVERSAL SIGMAから発売された。

## 概要
- 本作は、SHISHAMOのCDデビュー10周年を記念して2023年1月04日に開催された日本武道館公演の模様を収めた映像作品。当日披露された25曲を全曲ノーカットで収録している[1]。
- 特典映像には同じ記念ライブの3月4日 大阪城ホール公演で演奏された7曲に加え、「恋する -10YEARS THANK YOU-」のミュージック・ビデオから始まり日本武道館公演と大阪城ホール公演のティザーやライブのオープニング・エンディングで放映された映像を『「恋する -10YEARS THANK YOU-」ストーリー映像 完全版』として収録している[1]。映像の監督を務めたのは深津昌和で、上原実矩と岡田翔大郎が出演している[2]。
- この日本武道館公演の模様はU-NEXTにて独占ライブ配信され[3]、3月4日から独占アーカイブ配信された[4]。
- 3月25日に公開された11th配信限定シングル「きらきら」のミュージック・ビデオは、大阪城ホール公演のライブ映像で構成されている[5]。
- リリースに先駆けて6月1日にダイジェスト映像がオフィシャルYouTubeチャンネルで公開された[6]。さらに6月21日に「恋する」[7]、11月8日に「僕に彼女ができたんだ」のLIVE映像が公開された[8]。

## 収録曲
SHISHAMO NO BUDOKAN!!! 〜10YEARS THANK YOU〜
| #   | タイトル                                            | 作詞 | 作曲・編曲 |
| --- | --------------------------------------------------- | ---- | ---------- |
| 1.  | 「恋する」                                          |      |            |
| 2.  | 「ねぇ、」                                          |      |            |
| 3.  | 「中毒」                                            |      |            |
| 4.  | 「君の目も鼻も口も顎も眉も寝ても覚めても超素敵!!!」 |      |            |
| 5.  | 「きっとあの漫画のせい」                            |      |            |
| 6.  | 「狙うは君のど真ん中」                              |      |            |
| 7.  | 「量産型彼氏」                                      |      |            |
| 8.  | 「メトロ」                                          |      |            |
| 9.  | 「僕に彼女ができたんだ」                            |      |            |
| 10. | 「バンドマン」                                      |      |            |
| 11. | 「生きるガール」                                    |      |            |
| 12. | 「君の大事にしてるもの」                            |      |            |
| 13. | 「二酸化炭素」                                      |      |            |
| 14. | 「忘れてやるもんか」                                |      |            |
| 15. | 「ハッピーエンド」                                  |      |            |
| 16. | 「天使みたい」                                      |      |            |
| 17. | 「夏の恋人」                                        |      |            |
| 18. | 「夢で逢う」                                        |      |            |
| 19. | 「君と夏フェス」                                    |      |            |
| 20. | 「君とゲレンデ」                                    |      |            |
| 21. | 「タオル」                                          |      |            |
| 22. | 「明日も」                                          |      |            |
| 23. | 「明日はない」                                      |      |            |
| 24. | 「ブーツを鳴らして」                                |      |            |
| 25. | 「またね」                                          |      |            |

【特典映像】SHISHAMO NO OSAKA-JO HALL!!! 〜10YEARS THANK YOU〜
| #  | タイトル                             | 作詞 | 作曲・編曲 |
| -- | ------------------------------------ | ---- | ---------- |
| 1. | 「ドライブ」                         |      |            |
| 2. | 「中庭の少女たち」                   |      |            |
| 3. | 「水色の日々」                       |      |            |
| 4. | 「真夜中、リビング、電気を消して。」 |      |            |
| 5. | 「さよならの季節」                   |      |            |
| 6. | 「OH！」                             |      |            |
| 7. | 「きらきら」                         |      |            |

【特典映像】「恋する -10YEARS THANK YOU-」ストーリー映像 完全版